# Crossandra johanninae
Crossandra johanninae är en akantusväxtart som beskrevs av Adriano Fiori. Crossandra johanninae ingår i släktet Crossandra och familjen akantusväxter. Inga underarter finns listade i Catalogue of Life.